# Ulica Adama Mickiewicza w Choroszczy
Ulica Dominikańska – jedna z dojazdowych ulic w Choroszczy. Przebiega przez osiedla Nowosiółki i Wichrowe Wzgórza do rynku 11 Listopada.

## Otoczenie
- Kościół pw. św. Jana Chrzciciela i św. Szczepana w Choroszczy
- Przychodnia